# Glenne Headly
Glenne Aimee Headly (New London, 13 de marzo de 1955-Santa Mónica, 8 de junio de 2017) fue una actriz de teatro, cine y televisión estadounidense. Fue reconocida internacionalmente por sus roles en las películas Dirty Rotten Scoundrels, Dick Tracy y Mr. Holland's Opus. Headly recibió un premio Theatre World Award y cuatro galardones Joseph Jefferson, además de dos nominaciones a los premios Primetime Emmy.
En 2017 actuó en las películas The Circle y Just Getting Started. Esta última cinta marcó su última actuación en una producción cinematográfica, pues fue estrenada seis meses antes de su muerte. También actuó junto a Ed Begley Jr. y Josh Hutcherson en la serie de televisión Future Man el mismo año, producida por Seth Rogen y Evan Goldberg. La actriz falleció el 8 de junio de 2017 debido a complicaciones con una embolia pulmonar.

## Filmografía parcial
- 1981 - Four Friends
- 1983 - Doctor Detroit
- 1985 - Fandango
- 1985 - The Purple Rose of Cairo
- 1987 - Making Mr. Right
- 1987 - Nadine
- 1988 - Stars and Bars
- 1988 - Dirty Rotten Scoundrels
- 1989 - Paperhouse
- 1990 - Dick Tracy
- 1993 - And the Band Played On
- 1994 - Getting Even with Dad
- 1995 - Mr. Holland's Opus
- 1996 - Sgt. Bilko
- 1998 - The X-Files
- 1998 - Babe: Pig in the City
- 1999 - Breakfast of Champions
- 2001 - What´s the worst that could happen
- 2002 - Hombres contra Mujeres
- 2004 - Eulogy
- 2004 - Around the Bend
- 2006 - Raising Flagg
- 2008 - Kit Kittredge: An American Girl
- 2009 - The Joneses
- 2017 - The Circle
- 2017 - Just Getting Started
- 2018 - Making Babies

2019 NADA